# Bahareh Razekh Ahmadi
Bahareh Razekh Ahmadi, född 20 januari 1980, är en svensk skådespelare och sångerska.

## Biografi
Bahareh Razekh Ahmadis intresse för dans, teater och film kom ifrån uppväxten i Teheran i Iran, men väcktes återigen till liv vid gymnasiestudierna på Katedralskolan i Växjö. Mellan 2002 och 2004 utbildade hon sig på Teaterhögskolan i Malmö. Razekh Ahmadi har varit varit med i ett flertal produktioner i TV, radio och på scen.
Vid sidan av skådespelandet har Razekh Ahmadi varit sångerska i det persiska kabaretdiskopunkbandet Oomaigoosh. 2022 släppte hon EP:n Goodbye Party under namnet Uroish. Skivan producerades av Olof Dreijer. 

## Filmografi
- 2002 - Lyckliga Gatan
- 2008 - Skägget i brevlådan
- 2011 - Pappas pengar
- 2014 - Jag ska begrava dig
- 2014 - Spökpatrullen I
- 2015 - Mysteriet på Barnkanalen
- 2017 - Krocken
- 2017 - Spökpatrullen II
- 2018 - Mysteriet
- 2018 - Saibo
- 2019 - Repetitions over time
- 2020 - Dejta
- 2021 - Lasse-Majas Detektivbyrå
- 2021 - Mäklarna
- 2022 - Fartblinda
- 2022 - Lea[6][7]

## Teater
| År   | Roll        | Produktion                                   | Regi            | Teater                           |
| ---- | ----------- | -------------------------------------------- | --------------- | -------------------------------- |
| 2002 |             | Rövare (Die Räuber) Friedrich von Schiller   | Johan Holmberg  | Angereds teater                  |
| 2011 | Brita-Kajsa | Barnen ifrån Frostmofjället Laura Fitinghoff | Carolina Frände | Stockholms stadsteater           |
| 2012 | Brita-Kajsa | Barnen ifrån Frostmofjället Laura Fitinghoff | Carolina Frände | Stockholms stadsteater           |
| 2013 | Darya       | Återkomst Mina Azarian                       | Nasser Yousefi  | Riksteatern                      |
| 2020 | Ensemble    | Krigerska                                    | Saga Gärde      | Göteborgs stadsteater            |
| 2022 |             | Väninnan Eva Franchell                       | Dennis Sandin   | Riksteatern/ Uppsala stadsteater |